# Frieling-Verlag Berlin
Der Frieling-Verlag Berlin ist ein deutscher Selbstkostenverlag mit Sitz in Berlin, der auch in geringem Umfang als Verlag auftritt.

## Unternehmensgeschichte
Am 28. Februar 1983 gründete Wilhelm Ruprecht Frieling die Frieling & Partner GmbH, die seit 1987 mit der Broschüre Autor sucht Verleger ihr Angebot als Selbstkostenverlag verbreitet.
Ende 2002 erfolgte die Übergabe des Betriebs an Johann-Friedrich Huffmann. Ende 2004 firmierte das Unternehmen zur Frieling & Huffmann GmbH um und tritt einerseits als Frieling-Verlag Berlin sowie mit deren Marke HuffmannBusiness Publikationen auf. Im gleichen Jahr siedelte der Verlag in die denkmalgeschützten Goerz-Höfe im Berliner Bezirk Friedenau um. 2012 erfolgte die Umwandlung in eine GmbH & Co. KG, die Frieling & Huffmann GmbH & Co. KG.
Laut Eigenauskunft kann das Unternehmen nach 30 Jahren seines Bestehens auf „über 3000 bewegende Buchtitel zurückblicken“.
Der Verlag ist Mitglied im Börsenverein des Deutschen Buchhandels.

## Geschäftsmodell
Der Frieling-Verlag Berlin bietet als Selbstkostenverlag die Veröffentlichung von Buchtiteln ohne Beschränkung hinsichtlich Gattung und Qualität an, für deren Erstellung sämtliche Kosten von den Auftrag gebenden Autoren übernommen werden müssen. Außer für den Druck fallen dabei Kosten für Lektorat, Marketing, Vertrieb sowie Presse- und Öffentlichkeitsarbeit bei der Herausgabe der Bücher an. Lediglich wenn eine Erstauflage komplett verkauft werden sollte, wären eventuelle Folgeauflagen für den Auftraggeber kostenfrei – da jedoch die Autoren derartiger Druckerzeugnisse meist nicht-professionelle „Hobbyautoren“ sind, kommt es dazu nur höchst selten.
Wie bei anderen Unternehmen dieser Art tragen somit Autoren für ihre Selbstpublikationen das komplette wirtschaftliche Risiko der Erstauflage. Dafür werden auch Bücher veröffentlicht, bei denen klassische Verlage aufgrund der als unzureichend erwarteten Verkaufserlöse das Risiko des Drucks nicht übernehmen würden. Und laut einer Beobachtung von Matthias Biskupek wird der Frieling-Verlag Berlin aufgrund vieler von „Hobby-Dichtern erkaufter Veröffentlichungen“ und des „eigenen Rechtsverständnisses“ im Fall kritischer Buchbesprechungen „von seriösen Rezensenten nicht wahrgenommen“. Und immerhin räumte der Geschäftsführer Johann-Friedrich Huffmann in einem Interview (2005) von sich aus ein: „Wenn aber einer sagt, er schreibt das Buch nur, weil er einen Bestseller landen will, oder hauptsächlich deshalb, dann werde ich ihm sagen, dass wir dafür weniger prädestiniert sind, und ich werde ihn wegschicken.“ Und dies, obwohl bereits die Kosten für ein Frieling-Basispaket den Autoren (Stand: 2005) mindestens 4000 Euro abverlangen, nicht selten sich die Kosten für die Dienstleistungen des Unternehmens aber auch auf mehrere 10000 Euro aufsummieren können.
Teil des Marketingkonzepts ist seit 2005 auch das Ausrichten von Schreibwettbewerben vornehmlich für die eigene Zielgruppe. Darunter bislang einmalig in Kooperation mit der Deutschen Multiple Sklerose Gesellschaft ein Schreibwettbewerb zum Thema Krankheitsbewältigung durch Schreiben sowie seither alljährlich einen Schreibwettbewerb, der unter dem Namen Zeitzeugenpreis Berlin-Brandenburg firmiert. Wiewohl als Hauptpreis lediglich eine Bronzeplastik und als zwei weitere Preise Gutscheine für Beiträge in nachfolgend von dem Frieling-Verlag Berlin herausgegebenen Anthologien ausgelobt werden, hat das Unternehmen dafür immer wieder bekannte Bundes- und Landespolitiker als Laudatoren, Jurymitglieder oder Schirmherrn sowie anerkannte Einrichtungen wie das AlliiertenMuseum, die Stiftung Stadtmuseum Berlin und den Tagesspiegel als Kooperations- bzw. Medienpartner gewinnen können.
Neben der überwiegenden Mehrheit an Selbstpublikationen von Laienautoren wurden seitens des Unternehmens auch Titel einiger bekannterer Autoren wie Kurt Ihlenfeld, Wilhelm Nordemann, Rolf von Sydow, Fritz Pawelzik oder dem Formgestalter Erich John veröffentlicht, die den Begriff „Verlag“ innerhalb seiner Wortmarke Frieling-Verlag Berlin rechtfertigen sollen. Mit dieser Wortmarke jedoch irreführenderweise zugleich das Primärgeschäft als Selbstkostenverlag zu bewerben sowie auf der Webseite des Unternehmens keine konkreten Zahlen für Kostenvoranschläge zu nennen und somit keine Transparenz im Sinne einer Vergleichbarkeit herzustellen, gibt diesem Geschäftsmodell den Anschein eines „Pseudoverlages“.